# دينيسي سميث (لاعب كرة قدم)
دينيسي سميث (بالإنجليزية: Dean Smith)‏ (و. 1971  م) هو لاعب ومدرب كرة قدم، من المملكة المتحدة، ولد في ويست بروميتش، يلعب كمُدَافِع.

## روابط خارجية
- دينيسي سميث على موقع قاعدة بيانات كرة القدم.إي يو (الإنجليزية)
- دينيسي سميث على موقع Soccerbase.com (لاعب) (الإنجليزية)
- دينيسي سميث على موقع Soccerbase.com (مدرب) (الإنجليزية)
- دينيسي سميث على موقع عالم كرة القدم.نت (الإنجليزية)